# アルマヴィル地方
アルマヴィル地方（Արմավիրի մարզ）はアルメニア中西部の地方。中心都市はアルマヴィル。
アララト山とアラガツ山に挟まれたアララト平野に位置し、アルメニア国内でも最も肥沃な地方の一つである。約60kmにわたってトルコと国境を接する。
面積は1,242km²、人口282,600(2009)。
エチミアジンとも呼ばれるヴァガルシャパトには、アルメニア使徒教会の首座主教座であるエチミアジン大聖堂がある。エチミアジンやズヴァルトノツの教会群は2000年にユネスコの世界遺産に登録された（エチミアジンの大聖堂と教会群ならびにズヴァルトノツの考古遺跡）。
ズヴァルトノツのそばにズヴァルトノッツ国際空港がある。

## 都市
行政の中心アルマヴィル（ソヴィエト連邦時代にはホクテンベリアンと呼ばれていた）のほかに、ヴァガルシャパト（エチミアジンとも呼ばれる）、メツァモルなど。

## 下位行政区分
7つのコミュニティ（地区）がある。
1. アラクス地区
2. アルマヴィル地区
3. バグラミャン地区
4. ホイ地区
5. メツァモル地区
6. パラカル地区
7. ヴァガルシャパト地区